# Astor d'argento alla miglior attrice
L'Astor d'Argento alla miglior attrice è un premio cinematografico del Festival internazionale del cinema di Mar del Plata assegnato alla miglior attrice. Viene assegnato, con questo nome, dal 2004. 
Il festival non venne svolto dal 1967 al 1969, successivamente al colpo di Stato militare del 1966 in Argentina e all'allestimento di un festival cinematografico a Rio de Janeiro, in Brasile. Riprese nel 1970, ma subì una nuova e lunga interruzione fino al 1996.

## Vincitori

### Anni 1959-1970
- 1959: Susan Hayward - Non voglio morire (I Want to Live!)
- 1960: Eleonora Rossi Drago - Estate violenta
- 1961: Susan Strasberg - Kapò
- 1962: Nadezhda Rumyantseva - Devchata
- 1963: Wanda Luczycka - Glos z tamtego swiata
- 1964: Natalie Wood - Strano incontro (Love with the Proper Stranger)
- 1965: Nuria Torray - Diálogos de la paz
- 1966: Mireille Darc - Gália
- 1967: non assegnato
- 1968: Annie Girardot - Vivere per vivere (Vivre pour vivre)
- 1969: non assegnato
- 1970: Liza Minnelli - Il mondo intero (The Whole Wide World)

### Anni 1996-1999
- 1996: Renée Zellweger - Il mondo intero (The Whole Wide World)
- 1997: Geno Lechner - Gesches Gift
- 1998: Yelda Reynaud - Yara
- 1999: Reedy Gibbs - Crossing Fields

### Anni 2000-2009
- 2000: non assegnato
- 2001: Julie-Marie Parmentier - Les Blessures assassines
- 2002: Kirsten Dunst - Hollywood Confidential (The Cat's Meow)
- 2003: Zooey Deschanel - All the Real Girls
- 2004: Nicoletta Braschi - Mi piace lavorare (Mobbing)
- 2005:
  - Emmanuelle Devos - La donna di Gilles (La femme de Gilles)
  - Laura Linney - P.S. Ti amo (P.S.)
- 2006: Justine Clarke - Look Both Ways - Amori e disastri (Look Both Ways)
- 2007: Sandra Hüller - Madonnen
- 2008: Isabelle Huppert - Home - Casa dolce casa? (Home)
- 2009: Allison Janney - Perdona e dimentica (Life During Wartime)

### Anni 2010-2019
- 2010: Mirela Oprisor e Maria Popistasu - Marti, dupã Crãciun
- 2011: Joslyn Jensen - Without
- 2012: Soko - Augustine
- 2013: Marian Álvarez - La herida
- 2014: Negar Javaherian - Melbourne
- 2015: Erica Rivas - La luz incidente
- 2016: Sônia Braga - Aquarius
- 2017: Eili Harboe - Thelma
- 2018: Judy Hill - Che fare quando il mondo è in fiamme? (What You Gonna Do When the World's on Fire?)
- 2019: Liliana Juárez - Planta permanente